# Едуардо Хунко
Едуардо Хунко Бонет (ісп. Eduardo Junco Bonet; нар. 10 серпня 1945) — іспанський дипломат. Надзвичайний і Повноважний Посол Іспанії в Києві (Україна)

## Біографія
Народився 10 серпня 1945 року.
Працював у Консульському відділенні МЗС Іспанії. Співробітник посольства Іспанії в Сальвадорі, працював у генеральному консульстві Іспанії в Гамбурзі (Німеччина).
З 1983 по 1988 — директор Консульського управління МЗС Іспанії, заступник генерального директора Управління іноземних громадян в Іспанії.
З 1988 по 1992 — Надзвичайний і Повноважний Посол Іспанії в Кіншаса (Заїр) та за сумісництвом в Бурунді, Конго, Руанда.
З 1992 по 1997 — Надзвичайний і Повноважний Посол Іспанії в Києві (Україна). Сприяв виданню першого Україно-Іспанського та Іспансько-Українського словника.
У 1998 році він був призначений Послом Іспанії на Кубі, а в квітні 2001 року - послом в Греції.
Крім того, протягом цих років він також був радником у Головному управлінні інтеграції та координації загальних та економічних питань Європейського Союзу (ЄС). У 2009 році обіймав посаду Генерального консула в Цюриху (Швейцарія).
В даний час з 2 травня 2012 року він є Послом Королівства Іспанія в Португальській Республіці.